# Pierre de Decker
Pierre Jacques François (Pieter) De Decker (1812. január 25. – 1891. január 25.) belga politikus és államférfi volt, Belgium miniszterelnöke 1855 és 1857 között.

## Élete
1812. január 25-én született a kelet-flandriai Zele faluban. Apja Englebert De Decker, anyja Marie-Francoise de Belie, Összesen 10 testvére született. De Decker falujában kezdte iskolai tanulmányait, majd Belgiumban, Franciaországban és Svájcban járt középiskolába. Később a genti Petit Séminaire Sainte-Barbe-on filozófiát tanult. 1832-ben filozófiai és irodalmi főiskolai diplomát szerzett, a következő évben jogi diplomát kapott, majd 1834-ben a Genti Egyetemen szerezte meg jogi doktori címét. Ügyvédi pályáját Gentben kezdte, de már akkor jobban érdekelte az irodalom és a politika.

### Irodalmi pályafutása
1834 és 1840 között a Journal des Flandres, Revue belge és a Messager des Sciences et des Arts folyóiratok munkatársa. Barátjával, Adolphe Dechampsszal megalapította a Revue de Bruxelles, itt dolgozott 1837 és 1841 között. 1834 és 1836 megjelent egy verseskötete és megírta Trieszt püspökének életrajzát. 1837-ben a Leuveni Katolikus Egyetemen felajánlották neki a francia irodalom professzorának helyét, de ezt elutasította. Liberális katolikus nézeteit két könyvében, a De l'influence du clergé en Belgique (1843) és a Quinze ans, 1830 à 1845 (1845) foglalta össze. 1846. január 10-én a Belga Tudományos Akadémia tagjává választották, 1862 és 1872 között az irodalmi tagozat elnöke, ugyanebben az időben előbb tagja, majd 1873–1891 között elnöke a flamand irodalom történelmi emlékeinek kiadását felügyelő bizottságnak.

### Politikai pályafutása
Túl fiatal volt ahhoz, hogy a belga szabadságharcban tevékenyen részt vegyen, de 1838–1839-ben már Kelet-Flandria tartományi gyűlésének tagjává választották. 1839 és 1866 között Termonde választókerület katolikus párti képviselője a belga képviselőházban, amelynek titkára volt 1841 és 1844 között. Részt vett a költségvetési (1842–1843, 1845) és a kereskedelmi bizottság (1843–1844) munkájában. Politikai nézeteit tekintve moderált, nem híve a pártharcoknak a katolikusok és a liberálisok között. Egyaránt bírálta az ultramontán katolikusokat és az extrém liberálisokat a L'esprit de parti et l'esprit national (1852) című kiadványában. Az 1830-as évektől kezdve került kapcsolatba a flamand nemzeti mozgalommal barátain, Jan-Frans Willems-en és Jules de Saint-Genois-n keresztül. A Willemsfonds tagjaként hitt abban, hogy a flamand nép a belga „nemzeti identitás” jelentős része.
A De Brouckère kormány lemondása 1855. március 4-én komoly politikai válságot idézett elő, mivel egyik pártnak sem volt többsége a parlamentben. A király, I. Lipót előbb a liberális politikusokat, Delfosse-t és Tescht kérte fel kormányalakításra, majd a katolikus De Theux-t, de mindannyian visszaadták a megbízást. De Decker, Lipót és a két párt mérsékelt erőinek támogatásával 1855. március 30-án alakította meg kormányát, amelyben ugyan a mérsékelt katolikusok voltak többségben, de a liberálisok támogatásán múlt a túlélése.
Azonban a konzervatív katolikusok még nem bocsátották meg, hogy 1847-ben a liberálisok megbuktatták De Theux kormányát, az ultramontán püspökök sem támogatják a kiegyezést a liberálisokkal. A másik oldalon szélsőségesen antiklerikális liberálisok is a kormány ellen vannak.
A kormány első nehéz helyzetét a Franciaországhoz fűződő kapcsolatok adják, amelyek a III. Napóleont támadó belga napilapok miatt megromlottak. Alphonse Nothomb igazságügyminiszter végül 1856. március 14-én megoldja a helyzetet, de előtte még a francia külügyminiszter azzal vádolta meg a belga kormányt, hogy nyíltan a császárt támadókat támogatják. A belga újságok viszont arról cikkeznek, hogy a kormány, a nagyhatalmak nyomásának engedve, a szabadságjogok megnyirbálására készül. Végül valóban ez történt, és a belga büntetőtörvénykönyv szigorúbb büntetéseket helyezett kilátásba a külföldi államfőket támadó sajtó ellen.
A másik probléma a nyelvi kérdés: a flamand értelmiség nagy reményeket fűzött a flamand nyelv egyenjogúsításához De Decker kormányra kerülésekor, de hónapokig semmi nem történt. Végül létrehozta a Vlaemsche Commissie-t, amelynek javaslatokat kellett kidolgozni a flamand irodalom és nyelv támogatása érdekében. A „panaszbizottságként” ismert testület – amelynek tagjai között volt Hendrik Conscience és Jan-Baptist David flamand radikálisok – végül radikális javaslattal állt elő: a kormánynak be kell vezetni a kétnyelvűséget Flandria területén. A javaslat annyira radikális volt, hogy a kormány nem is próbálta a parlament elé terjeszteni és a belügyminiszter elásta a bizottság jelentését, mivel hivatalosan az egynyelvű (francia) Belgium mellett álltak ki. A jelentés követeléseit később a flamand nemzeti mozgalom karolta fel.
Vallási fronton a Laurent-Brasseur-ügy okozott problémát a kormánynak: a Genti Egyetem két professzora a katolikus dogmát támadta, az egyik írásaiban, a másik a katedrán. Az ultramontán sajtó természetesen azonnal elítélte a „diákjaik hitét semmibe vevő tanárokat”, mire De Decker hivatalos közleményben, hogy megnyugtassa a genti egyetemre beiratkozott diákok családját, elítélte a két tanár viselkedését, de nem volt hajlandó korlátozni a szólásszabadságukat. Gent püspöke, Monsignor Delebecque azonban nem volt elégedett a kompromisszumos megoldással és az egyetem mellett a püspökséghez tartozó összes iskolára nézve kötelező cenzúrát rendelt el. Példáját hamarosan követte a brugge-i püspök is és támogatta XI. Pius pápa. I. Lipót, aki „túl félénknek” tartotta De Decker reagálását, végül Sterckx bíboros közbenjárásával győzte meg, hogy ne mondjon le pozíciójáról. Az ügy megosztotta a katolikus pártot és egyesítette a liberális ellenzéket. A kormánynak végül utasítania kellett az összes állami egyetemet, hogy a professzorok írásaikban és előadások során nem támadhatják a katolikus hit alaptételeit, viszont felhívta a Vatikánt is, hogy fékezze meg az erőszakos püspököket. Azonban Róma kitartott az ultramontán frakció mellett és ez a kormány meggyengülésével járt: 1856 novemberében egy parlamenti vita során az ellenzéki politikus Frère-Orban azt követelte, hogy kérjen bocsánatot pártja szélsőségeseinek viselkedéséért.
Az 1857. október 27-én tartott választások végül a katolikus párt vereségével zárultak és De Decker minisztertársaival együtt, I. Lipót akarata ellenére, lemondott és a liberálisok nekiláthattak a politika és vallás szétválasztásának (a katolikus pártiak legnagyobb elkeseredésére). De Decker azt tervezte, hogy visszavonult a politikai élettől, de még egyszer indult az 1864-es választásokon, azonban 1866-ban végleg lemondott mandátumáról.
1859–60 körül kezdett foglalkozni az üzleti élettel és hamarosan vezető pozíciót tölt be számos vállalatban és pénzintézetben: a Banque Hypothécaire Belge igazgatója (1860–61), a Banque de Crédit Foncier et Industriel igazgatótanácsának tagja (1863–1869), a Sachsische Hypotekenbank (1864) és az International Land Credit Company Limited (1864–1869) elnöke. Politikai pályafutása alatt szerzett hírneve révén hamarosan befektetők tömegei bízzák pénzüket ezekre a vállalatokra, de üzlettársa, André Langrand-Dumonceau hitellevelek ezreit bocsátja ki és kétes befektetésre fordította a cégek tőkéjét. De Decker túl későn eszmélt, és amikor Langrand cserben hagyja, több ezer tönkrement befektető és több mint 60 millió belga frank adósság maradt hátra. Hogy jóhiszeműségét bizonyítsa, De Decker a felszámolók rendelkezésére bocsátja magánvagyona nagyobb részét, és 636 000 frankot veszít. Megvádolják, hogy meghamisította a cégek éves jelentését és 51 alkalommal kihallgatja a rendőrség, mielőtt a brabanti tartományi bíróság elé kerül az ügy 1877 augusztusában. 1878. június 24-én meghozott döntésében viszont a bíróság elismerte, hogy az akkor érvényes belga jogszabályok értelmében a cégek pénzügyi helyzetének leplezése nem bűncselekmény, ezért felmentik.
Időközben, 1871. október 11-én II. Lipót belga király kinevezte Limburg tartomány kormányzójává, de a sajtó azonnal támadta De Deckert és kinevezését. November 11-én emiatt bizalmatlansági indítványt nyújtanak be a kormány ellen, majd kilenc napon át utcai tüntetésekre kerül sor a brüsszeli királyi palota előtt. November 25-én De Decker lemond a kormányzói posztról és teljesen visszavonul a politikai élettől. 1878-ban ismét felajánlják neki Termonde képviselői helyét, de visszautasítja, idejét családjának és írásainak szenteli.

### A De Decker-kormány tagjai
| Miniszteri tiszt       | Név                  | Párt          |
| ---------------------- | -------------------- | ------------- |
| Külügyminiszter        | Charles Vilain XIIII | Katolikus     |
| Belügyminiszter        | Pierre de Decker     | Katolikus     |
| Igazságügyminiszter    | Alphonse Nothomb     | pártonkívüli  |
| Pénzügyminiszter       | Edouard Mercier      | Liberális     |
| Közmunkaügyi miniszter | Auguste Dumon        | Liberális     |
| Hadügyminiszter        | Léonard Greindl      | párton kívüli |

## Fordítás
- Ez a szócikk részben vagy egészben  a   Pieter de Decker című holland Wikipédia-szócikk fordításán alapul.  Az eredeti cikk szerkesztőit annak laptörténete sorolja fel. Ez a jelzés csupán a megfogalmazás eredetét és a szerzői jogokat jelzi, nem szolgál a cikkben szereplő információk forrásmegjelöléseként.